# Херметизам
Херметизам (лат. hermeticus) је филозофско и религијско учење о тајнама природе и божанстава. Назив потиче од грчког назива за бога Хермеса.
За херметизам, као извор из којег произлази шира традиција херметизма, може се рећи да је последица спајања египатске и хеленистичке културе у првим вековима ранохришћанског периода.
Александрија је у то време била грчко-египатско трговачко, привредно и културно средиште Средоземља. Религијски, филозофски и културолошки утицаји сливају се у Александрију. Египатска традиција у томе је снажно изражена. Заједно са грчким елементима, мистеријима и филозофским школама платонизма, неоплатонизма, стоицизма, неопитагореизма, александријског јудаизма (посебно ангелологија и поштовање Светог Писма), с хришћанским елементима (гностицизам и остали елементи), с персијским зороастризма (однос према добру и злу) ствара се једна синтеза религије, филозофије и праксе названа херметизам. Треба споменути и остале доктрине које су деловале на херметизам, као што је и херметизам деловао на њих. Углавном се ту мисли на алхемију и Јамблихову теургију.
У Исламу, херметистички култ је прихваћен као Сабеански, споменут у Курану 830. године.

## Књиге и списи
Херметизам се као духовно знање преносио и књигама. Оне књиге које се приписују Хермесу Трисмегисту називају се херметика. Оне обрађују поприлично широки распон тема: космичка начела, природу, редове бића, спознавање божанског, мистицизам, магију, алхемију и медицину.
Научници данас текстове херметике деле на два дела: филозофску и религијску херметику, и техничку (магијску и теургијску) херметику. Сматра се да техничка херметика датира између 1. и 4. век п. н. е. , али вероватно су неки текстови писани према већ постојећим и ранијим моделима.
Најпознатији спис је Смарагдна плоча са врло познатим херметичким геслом „Како горе, тако и доле“, но Корпус Херметикум важи за најсвеобухватнију.
Осим текста Корпус Херметикум, постоје и други текстови који се приписују Хермесу Трисмегисту, а по дефиницији јесу херметика. Међу њима је познати Асклепије (изворно Савршена расправа), који је и филозофски и магијски, збирка херметичких текстова Antologium Јована из Стобија, Liber hermetis, Опомена души , те неки списи пронађени 1945. године у Наг Хамадију. Постоји такође и одређени број грчко -египатских магијских папируса за које се тврди да су радови Хермеса Трисмегистоса. Један од њих је и дијалог између Изиде и Хоруса, назван Кореј Космосу или „Кћи свемира“.

## Учења
Клемент Александријски говори нам о 42 Хермесове књиге. Сматра их врло важнима за ритуале египатских свештеника. Четири од њих назива „Хермесовим астролошким књигама“, а текст је врло сличан оном који се налази на зидинама египатског храма у Едфуу.
Херметизам у својим мистеријама проучава односе микрокосмоса (човека) и макрокосмоса (универзума). Света књига Хермеса Асклепије говори о астролошкој ботаници и минералогији, а' 'Петнаест звезда, камена, биљака и ликова говори о лековитим својствима.
Египатски и грчки мистерије су се путем херметизма и неоплатонизма снажно уобличили у алхемији. Рани алхемијски радови Болос Демокрита око 200. п. н. е., нам говоре о супстанцијама као што су злато, сребро и др. Такође, знамо да се неки алхемијски текстови почињу појављивати пре почетка хришћанског периода под именом Хермеса, Агатодемона, Изиде и других.
Неки херметички фрагменти садрже тумачење херметичке космогенезе и развитак људске душе, а египатски утицај јако је изражен. Међутим, многи папируси тумаче и разне поступке, као што су затварање душе демона или анђела у кип уз помоћ биљака, гема и мириса, како би кипови могли говорити и прорицати.
Херметички текстови су навођени као пример касног хеленског синкретизма зато што садрже обележја магије, астрологије, алхемије, платонизма, стоицизма, мистерија, али и јудаизма и гностичке мисли. Овакви утицаји доминантни су у касном хеленском раздобљу.

### Бог као „Свеукупност”
У Херметици, коначна (виша) стварност се назива многим именима, као што су Бог, Господ, Отац, Разум, Створитељ, Свеукупност, Јединственост и сл. Међутим, посебност херметичких виђења о божанству је да истовремено представља Свеукупност и Створитеља: све створене ствари проистичу из Бога, а Бог је природа Космоса (бивајући истовремено супстанца из које потиче и управни принцип који то уређује). Тако Бог („Свеукупност”) ствара себе и истовремено је трансцендентан (као творац космоса) и иманентан (као створени Космос). Ове идеје су уско повезане са космобиолошким ставовима стоика.

### „Како горе, тако и доле”
„Како горе, тако и доле” је популарна савремена парафраза другог стиха Смарагдне табле (сажет и мисточан текст који се приписује Хермесу Трисмегисту и први пут посведочен у арапском извору с краја осмог или почетка деветог века), како се појављује у његовом најраспрострањенијем средњовековном преводу на латински:
Quod est superius est sicut quod inferius, et quod inferius est sicut quod est superius.

Оно што је изнад је слично ономе испод, а оно што је испод је слично ономе изнад.

### „Три дела мудрости читавог универзума”
„Три дела мудрости читавог универзума” је фраза изведена из Смарагдне табле.

#### Алхемија
Алхемија, или деловање Сунца, не представља само претварање олова у злато које се назива хризопеја. У ширем смислу представља проучавање духовне структуре, или живота, материје и материјалног постојања, применом тајни рођења, смрти и васкрсења. Различити кораци хемијске дестилације и ферментације, између осталих процеса, аспекти су ових мистерија које, када се примене, убрзавају природне процесе да би природни састав био савршен. Ово савршенство је завршетак Великог дела (лат. magnum opus).

#### Астрологија
У херметичкој мисли сматра се да покрети планета имају значење изван закона физике и заправо имају метафоричку вредност као симболи у свести свега, или Бога, који утичу на Земљу, али не диктирају наше поступке; мудрост се стиче када знамо који су ти утицаји. и како се носити са њима, и та мудрост је астрологија, или деловање звезда. Откриће астрологије приписује се Зороастру, за кога се каже да је открио овај део мудрости читавог универзума и научио човечанство.

#### Теургија
Теургија, или деловање богова, једна је од две различите врсте магије које су, према Апологији Ђованија Пико дела Мирандоле, потпуно супротне једна другој. Прва је гоетија (грч. γοητεια), црна магија заснована на савезу са злим духовима (то јест демонима). Друга је теургија, божанска магија заснована на сједињењу са божанским духовима (тј. анђелима, арханђелима, боговима).
„Теургија” се преводи као  „наука или уметност божанских дела” и практичан је аспект херметичке уметности алхемије. Штавише, алхемија се сматра „кључем” теургије, чији је крајњи циљ уједињење са вишим аналозима, што доводи до постизања божанске свести.

## Утицај херметизма на уметност
Херметизам је имао значајног утицаја на уметност, пре свега ренесансе.
Ботичелијева Примавера, настала 1378, садржи неоплатонистичко херметичко обележје, као и Дирерова Меланхолијаиз 1514. године.